# Jorike Olde Loohuis
Jorike Olde Loohuis (Reutum, 8 februari 1983) is een Nederlands voetballer die van 2008 tot 2011 uitkwam voor sc Heerenveen.

## Carrière
Olde Loohuis speelde van 1989 tot 2002 bij VV Reutum. In 2002 maakte ze de overstap naar Oranje Nassau en maakte niet veel later ook haar debuut in het Nederlands elftal, waar ze tweemaal voor uitkwam.
In de winterstop van 2008 sloot Olde Loohuis aan bij sc Heerenveen om te gaan voetballen in de Eredivisie Vrouwen. In drie jaar tijd kwam ze tot meer dan 60 duels. In haar laatste seizoen werd ze uitgeroepen tot beste speelster van de competitie. Met ingang van seizoen 2011/12 gaat ze weer spelen voor Oranje Nassau.

## Statistieken
| Seizoen | Club          | Land      | Competitie | Wedstrijden | Doelpunten |
| ------- | ------------- | --------- | ---------- | ----------- | ---------- |
| 2007/08 | sc Heerenveen | Nederland | Eredivisie | ?           | ?          |
| 2008/09 | sc Heerenveen | Nederland | Eredivisie | 20          | 1          |
| 2009/10 | sc Heerenveen | Nederland | Eredivisie | 20          | 1          |
| 2010/11 | sc Heerenveen | Nederland | Eredivisie | 21          | 0          |